# Danh sách tiểu hành tinh: 19001–19100
| Tên                | Tên đầu tiên | Ngày phát hiện       | Nơi phát hiện                      | Người phát hiện                                        |
| ------------------ | ------------ | -------------------- | ---------------------------------- | ------------------------------------------------------ |
| 19001 -            | 2000 RV60    | 6 tháng 9 năm 2000   | Socorro                            | LINEAR                                                 |
| 19002 Tongkexue    | 2000 RD61    | 1 tháng 9 năm 2000   | Socorro                            | LINEAR                                                 |
| 19003 Erinfrey     | 2000 RL61    | 1 tháng 9 năm 2000   | Socorro                            | LINEAR                                                 |
| 19004 Chirayath    | 2000 RU62    | 2 tháng 9 năm 2000   | Socorro                            | LINEAR                                                 |
| 19005 Teckman      | 2000 RY64    | 1 tháng 9 năm 2000   | Socorro                            | LINEAR                                                 |
| 19006 -            | 2000 RY65    | 1 tháng 9 năm 2000   | Socorro                            | LINEAR                                                 |
| 19007 Nirajnathan  | 2000 RD68    | 2 tháng 9 năm 2000   | Socorro                            | LINEAR                                                 |
| 19008 Kristibutler | 2000 RV70    | 2 tháng 9 năm 2000   | Socorro                            | LINEAR                                                 |
| 19009 Galenmaly    | 2000 RF72    | 2 tháng 9 năm 2000   | Socorro                            | LINEAR                                                 |
| 19010 -            | 2000 RT72    | 2 tháng 9 năm 2000   | Socorro                            | LINEAR                                                 |
| 19011 -            | 2000 RU75    | 3 tháng 9 năm 2000   | Socorro                            | LINEAR                                                 |
| 19012 -            | 2000 RZ75    | 3 tháng 9 năm 2000   | Socorro                            | LINEAR                                                 |
| 19013 -            | 2000 RN76    | 4 tháng 9 năm 2000   | Socorro                            | LINEAR                                                 |
| 19014 -            | 2000 RW77    | 9 tháng 9 năm 2000   | Đài thiên văn Zvjezdarnica Višnjan | K. Korlević                                            |
| 19015 -            | 2000 RX77    | 9 tháng 9 năm 2000   | Višnjan Observatory                | K. Korlević                                            |
| 19016 -            | 2000 RY78    | 11 tháng 9 năm 2000  | Črni Vrh                           | Črni Vrh                                               |
| 19017 Susanlederer | 2000 RH93    | 4 tháng 9 năm 2000   | Anderson Mesa                      | LONEOS                                                 |
| 19018 -            | 2000 RL100   | 5 tháng 9 năm 2000   | Anderson Mesa                      | LONEOS                                                 |
| 19019 Sunflower    | 2000 SB      | 17 tháng 9 năm 2000  | Olathe                             | L. Robinson                                            |
| 19020 -            | 2000 SC6     | 20 tháng 9 năm 2000  | Socorro                            | LINEAR                                                 |
| 19021 -            | 2000 SC8     | 20 tháng 9 năm 2000  | Socorro                            | LINEAR                                                 |
| 19022 Penzel       | 2000 SR44    | 16 tháng 9 năm 2000  | Drebach                            | G. Lehmann                                             |
| 19023 Varela       | 2000 SH111   | 24 tháng 9 năm 2000  | Socorro                            | LINEAR                                                 |
| 19024 -            | 2000 SS112   | 24 tháng 9 năm 2000  | Socorro                            | LINEAR                                                 |
| 19025 Arthurpetron | 2000 SC117   | 24 tháng 9 năm 2000  | Socorro                            | LINEAR                                                 |
| 19026 -            | 2000 SR145   | 24 tháng 9 năm 2000  | Socorro                            | LINEAR                                                 |
| 19027 -            | 2000 SZ149   | 24 tháng 9 năm 2000  | Socorro                            | LINEAR                                                 |
| 19028 -            | 2000 SC165   | 23 tháng 9 năm 2000  | Socorro                            | LINEAR                                                 |
| 19029 Briede       | 2000 SR205   | 24 tháng 9 năm 2000  | Socorro                            | LINEAR                                                 |
| 19030 -            | 2000 SJ276   | 30 tháng 9 năm 2000  | Socorro                            | LINEAR                                                 |
| 19031 -            | 2000 SU295   | 27 tháng 9 năm 2000  | Socorro                            | LINEAR                                                 |
| 19032 -            | 2053 P-L     | 24 tháng 9 năm 1960  | Palomar                            | C. J. van Houten, I. van Houten-Groeneveld, T. Gehrels |
| 19033 -            | 2157 P-L     | 24 tháng 9 năm 1960  | Palomar                            | C. J. van Houten, I. van Houten-Groeneveld, T. Gehrels |
| 19034 Santorini    | 2554 P-L     | 24 tháng 9 năm 1960  | Palomar                            | C. J. van Houten, I. van Houten-Groeneveld, T. Gehrels |
| 19035 -            | 4634 P-L     | 24 tháng 9 năm 1960  | Palomar                            | C. J. van Houten, I. van Houten-Groeneveld, T. Gehrels |
| 19036 -            | 4642 P-L     | 24 tháng 9 năm 1960  | Palomar                            | C. J. van Houten, I. van Houten-Groeneveld, T. Gehrels |
| 19037 -            | 4663 P-L     | 24 tháng 9 năm 1960  | Palomar                            | C. J. van Houten, I. van Houten-Groeneveld, T. Gehrels |
| 19038 -            | 4764 P-L     | 24 tháng 9 năm 1960  | Palomar                            | C. J. van Houten, I. van Houten-Groeneveld, T. Gehrels |
| 19039 -            | 4844 P-L     | 24 tháng 9 năm 1960  | Palomar                            | C. J. van Houten, I. van Houten-Groeneveld, T. Gehrels |
| 19040 -            | 4875 P-L     | 16 tháng 9 năm 1960  | Palomar                            | C. J. van Houten, I. van Houten-Groeneveld, T. Gehrels |
| 19041 -            | 6055 P-L     | 24 tháng 9 năm 1960  | Palomar                            | C. J. van Houten, I. van Houten-Groeneveld, T. Gehrels |
| 19042 -            | 6104 P-L     | 24 tháng 9 năm 1960  | Palomar                            | C. J. van Houten, I. van Houten-Groeneveld, T. Gehrels |
| 19043 -            | 6214 P-L     | 24 tháng 9 năm 1960  | Palomar                            | C. J. van Houten, I. van Houten-Groeneveld, T. Gehrels |
| 19044 -            | 6516 P-L     | 24 tháng 9 năm 1960  | Palomar                            | C. J. van Houten, I. van Houten-Groeneveld, T. Gehrels |
| 19045 -            | 6593 P-L     | 24 tháng 9 năm 1960  | Palomar                            | C. J. van Houten, I. van Houten-Groeneveld, T. Gehrels |
| 19046 -            | 7607 P-L     | 17 tháng 10 năm 1960 | Palomar                            | C. J. van Houten, I. van Houten-Groeneveld, T. Gehrels |
| 19047 -            | 9516 P-L     | 22 tháng 10 năm 1960 | Palomar                            | C. J. van Houten, I. van Houten-Groeneveld, T. Gehrels |
| 19048 -            | 9567 P-L     | 17 tháng 10 năm 1960 | Palomar                            | C. J. van Houten, I. van Houten-Groeneveld, T. Gehrels |
| 19049 -            | 1105 T-1     | 25 tháng 3 năm 1971  | Palomar                            | C. J. van Houten, I. van Houten-Groeneveld, T. Gehrels |
| 19050 -            | 1162 T-1     | 25 tháng 3 năm 1971  | Palomar                            | C. J. van Houten, I. van Houten-Groeneveld, T. Gehrels |
| 19051 -            | 3210 T-1     | 26 tháng 3 năm 1971  | Palomar                            | C. J. van Houten, I. van Houten-Groeneveld, T. Gehrels |
| 19052 -            | 1017 T-2     | 29 tháng 9 năm 1973  | Palomar                            | C. J. van Houten, I. van Houten-Groeneveld, T. Gehrels |
| 19053 -            | 1054 T-2     | 29 tháng 9 năm 1973  | Palomar                            | C. J. van Houten, I. van Houten-Groeneveld, T. Gehrels |
| 19054 -            | 1058 T-2     | 29 tháng 9 năm 1973  | Palomar                            | C. J. van Houten, I. van Houten-Groeneveld, T. Gehrels |
| 19055 -            | 1066 T-2     | 29 tháng 9 năm 1973  | Palomar                            | C. J. van Houten, I. van Houten-Groeneveld, T. Gehrels |
| 19056 -            | 1162 T-2     | 29 tháng 9 năm 1973  | Palomar                            | C. J. van Houten, I. van Houten-Groeneveld, T. Gehrels |
| 19057 -            | 1166 T-2     | 29 tháng 9 năm 1973  | Palomar                            | C. J. van Houten, I. van Houten-Groeneveld, T. Gehrels |
| 19058 -            | 1331 T-2     | 29 tháng 9 năm 1973  | Palomar                            | C. J. van Houten, I. van Houten-Groeneveld, T. Gehrels |
| 19059 -            | 1352 T-2     | 29 tháng 9 năm 1973  | Palomar                            | C. J. van Houten, I. van Houten-Groeneveld, T. Gehrels |
| 19060 -            | 2176 T-2     | 29 tháng 9 năm 1973  | Palomar                            | C. J. van Houten, I. van Houten-Groeneveld, T. Gehrels |
| 19061 -            | 2261 T-2     | 29 tháng 9 năm 1973  | Palomar                            | C. J. van Houten, I. van Houten-Groeneveld, T. Gehrels |
| 19062 -            | 2289 T-2     | 29 tháng 9 năm 1973  | Palomar                            | C. J. van Houten, I. van Houten-Groeneveld, T. Gehrels |
| 19063 -            | 3147 T-2     | 30 tháng 9 năm 1973  | Palomar                            | C. J. van Houten, I. van Houten-Groeneveld, T. Gehrels |
| 19064 -            | 3176 T-2     | 30 tháng 9 năm 1973  | Palomar                            | C. J. van Houten, I. van Houten-Groeneveld, T. Gehrels |
| 19065 -            | 3351 T-2     | 25 tháng 9 năm 1973  | Palomar                            | C. J. van Houten, I. van Houten-Groeneveld, T. Gehrels |
| 19066 -            | 4068 T-2     | 29 tháng 9 năm 1973  | Palomar                            | C. J. van Houten, I. van Houten-Groeneveld, T. Gehrels |
| 19067 -            | 4087 T-2     | 29 tháng 9 năm 1973  | Palomar                            | C. J. van Houten, I. van Houten-Groeneveld, T. Gehrels |
| 19068 -            | 4232 T-2     | 29 tháng 9 năm 1973  | Palomar                            | C. J. van Houten, I. van Houten-Groeneveld, T. Gehrels |
| 19069 -            | 5149 T-2     | 25 tháng 9 năm 1973  | Palomar                            | C. J. van Houten, I. van Houten-Groeneveld, T. Gehrels |
| 19070 -            | 5491 T-2     | 30 tháng 9 năm 1973  | Palomar                            | C. J. van Houten, I. van Houten-Groeneveld, T. Gehrels |
| 19071 -            | 1047 T-3     | 17 tháng 10 năm 1977 | Palomar                            | C. J. van Houten, I. van Houten-Groeneveld, T. Gehrels |
| 19072 -            | 1222 T-3     | 17 tháng 10 năm 1977 | Palomar                            | C. J. van Houten, I. van Houten-Groeneveld, T. Gehrels |
| 19073 -            | 3157 T-3     | 16 tháng 10 năm 1977 | Palomar                            | C. J. van Houten, I. van Houten-Groeneveld, T. Gehrels |
| 19074 -            | 4236 T-3     | 16 tháng 10 năm 1977 | Palomar                            | C. J. van Houten, I. van Houten-Groeneveld, T. Gehrels |
| 19075 -            | 4288 T-3     | 16 tháng 10 năm 1977 | Palomar                            | C. J. van Houten, I. van Houten-Groeneveld, T. Gehrels |
| 19076 -            | 5002 T-3     | 16 tháng 10 năm 1977 | Palomar                            | C. J. van Houten, I. van Houten-Groeneveld, T. Gehrels |
| 19077 -            | 5123 T-3     | 16 tháng 10 năm 1977 | Palomar                            | C. J. van Houten, I. van Houten-Groeneveld, T. Gehrels |
| 19078 -            | 5187 T-3     | 16 tháng 10 năm 1977 | Palomar                            | C. J. van Houten, I. van Houten-Groeneveld, T. Gehrels |
| 19079 Hernández    | 1967 KC      | 31 tháng 5 năm 1967  | El Leoncito                        | Félix Aguilar Observatory                              |
| 19080 Martínfierro | 1970 JB      | 10 tháng 5 năm 1970  | El Leoncito                        | Félix Aguilar Observatory                              |
| 19081 Mravinskij   | 1973 SX2     | 22 tháng 9 năm 1973  | Nauchnij                           | N. S. Chernykh                                         |
| 19082 Vikchernov   | 1976 QS      | 26 tháng 8 năm 1976  | Nauchnij                           | N. S. Chernykh                                         |
| 19083 -            | 1977 DA4     | 18 tháng 2 năm 1977  | Kiso                               | H. Kosai, K. Hurukawa                                  |
| 19084 -            | 1978 RQ9     | 2 tháng 9 năm 1978   | La Silla                           | C.-I. Lagerkvist                                       |
| 19085 -            | 1978 UR4     | 27 tháng 10 năm 1978 | Palomar                            | C. M. Olmstead                                         |
| 19086 -            | 1978 VB3     | 7 tháng 11 năm 1978  | Palomar                            | E. F. Helin, S. J. Bus                                 |
| 19087 -            | 1978 VT4     | 7 tháng 11 năm 1978  | Palomar                            | E. F. Helin, S. J. Bus                                 |
| 19088 -            | 1978 VW4     | 7 tháng 11 năm 1978  | Palomar                            | E. F. Helin, S. J. Bus                                 |
| 19089 -            | 1978 VZ6     | 7 tháng 11 năm 1978  | Palomar                            | E. F. Helin, S. J. Bus                                 |
| 19090 -            | 1978 VM9     | 7 tháng 11 năm 1978  | Palomar                            | E. F. Helin, S. J. Bus                                 |
| 19091 -            | 1978 XX      | 6 tháng 12 năm 1978  | Palomar                            | E. Bowell, A. Warnock                                  |
| 19092 -            | 1979 MF2     | 25 tháng 6 năm 1979  | Siding Spring                      | E. F. Helin, S. J. Bus                                 |
| 19093 -            | 1979 MM3     | 25 tháng 6 năm 1979  | Siding Spring                      | E. F. Helin, S. J. Bus                                 |
| 19094 -            | 1979 MR6     | 25 tháng 6 năm 1979  | Siding Spring                      | E. F. Helin, S. J. Bus                                 |
| 19095 -            | 1979 MA8     | 25 tháng 6 năm 1979  | Siding Spring                      | E. F. Helin, S. J. Bus                                 |
| 19096 Leonfridman  | 1979 TY1     | 14 tháng 10 năm 1979 | Nauchnij                           | N. S. Chernykh                                         |
| 19097 -            | 1981 EY2     | 2 tháng 3 năm 1981   | Siding Spring                      | S. J. Bus                                              |
| 19098 -            | 1981 EM3     | 2 tháng 3 năm 1981   | Siding Spring                      | S. J. Bus                                              |
| 19099 -            | 1981 EC4     | 2 tháng 3 năm 1981   | Siding Spring                      | S. J. Bus                                              |
| 19100 -            | 1981 EH5     | 2 tháng 3 năm 1981   | Siding Spring                      | S. J. Bus                                              |